# Ardal O'Hanlon
Ardal O'Hanlon (Carrickmacross, Condado de Monaghan; 8 de octubre de 1965) es un actor, comediante y escritor irlandés.

## Biografía
Realizó sus estudios en ciencias de la comunicación en la ahora Universidad de la Ciudad de Dublín. Durante sus años de estudiante probó suerte como comediante local. En 1997 tuvo su debut televisivo con el papel de sacerdote católico en Padre Ted.
Los dos personajes por los cuales es más conocido son el padre Dougal McGuire de la serie Padre Ted (Father Ted en inglés) y el superhéroe Thermoman en la comedia situacional Mi héroe (My hero) de la cadena británica BBC. Desde 2017 interpreta al Detective Inspector Jack Mooney en la serie de televisión Crimen en el paraíso.
También es escritor de novelas. De ellas ha publicado una, la cual tuvo un nombre en el Reino Unido y otro en los Estados Unidos: The Talk Of The Town y Knick Knack Paddy Whack, respectivamente.

## Programas de televisión
- 2023 - Extraordinary
- 2019 - Derry Girls
- 2017-2019 - Crimen en el paraíso
- 2015 - Nelly y Nora
- 2015 - Cucumber
- 2013 - London Irish
- 2009 - Skins
- 2009 - Val Falvey TD
- 2005 - Blessed
- 2000-2006 - My Hero
- 1999 - Robbie The Reindeer
- 1999 - Stand-Up Show
- 1999-2001 - Big Bad World
- 1995-1998 - Padre Ted

## Películas
- 2016 - Handsome Devil
- 2005 - The Adventures of Greyfriars Bobby
- 1997 - The Butcher Boy
- 1996 - Gentleman From East Chiswick

## Obras publicadas
- 1998 - The Talk Of The Town, novela publicada bajo el título Knick Knack Paddy Whack en los Estados Unidos.